# Egil Skallagrimssons saga

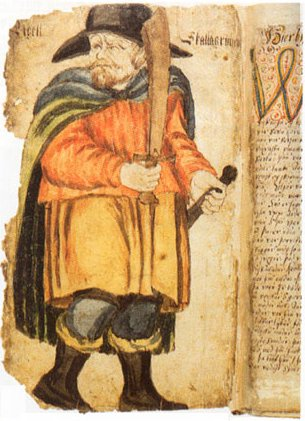
Egil Skallagrimsson i en isländsk skrift från 1600-talet.

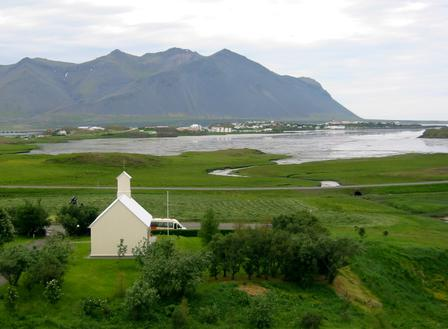
Vid Borg där Egil Skallagrimsson tillbringade största delen av sitt liv.

Egil Skallagrimssons saga (isl. Egils saga Skalla-Grímssonar) är en av islänningasagorna. Den behandlar Egil Skallagrimssons liv och leverne. Till sin natur är Egils saga en släktkrönika från Borg á Mýrum i Borgarnes på Island, cirka 70 km norr om Reykjavik. Den sträcker sig över fyra släktled. Handlingen äger rum under åren 860 till ca 990. Sagan fortsätter i Gunnlaug Ormstungas saga.
Egils saga anses som en av de bästa[källa behövs] islandssagorna jämte Njáls saga och Laxdalingarnas saga.

## Handling
Sagan omfattar en lång tidsperiod, med början i Norge omkring 850 e.Kr. Först berättas om Egils farfar Úlfr, kallad Kveldúlfr (Kvällulv) och hans två söner, Þórólfr, och Egils far Skallagrim Kvällulvsson (isl. Skalla-Grímr Kveldulfsson). Kveldúlfr beskrivs som större och starkare än någon annan. Han vann stora landområden och rikedom vid sina vikingsräder. Han var en mycket klok man, en hamrammr (utomordentligt stark) i strider, och en blyg enstöring på kvällarna. Extrema personliga egenskaper som dessa är också typiska för sonen Skallagrim och sonsonen Egil. Efter Þórólfrs död på grund av bruten trohet till kung Harald Hårfager (dock inte Þórólfrs fel), flyr Skallagrim och hans far Kveldúlfr Norge för att bosätta sig på Island. Skallagrim bosätter sig fredligt som en bonde och smed på Borg, där hans söner Egil och Þórólfr (uppkallad efter sin farbror) växer upp.
Berättelsen fortsätter med Egils barndom, som förebådar hans framtida upproriskhet. Familjen hamnar i strid igen. Redan vid sju års ålder ställer Egil till problem genom ett yxmord. Berättelsen fortsätter med berättelser om Egils resor till Skandinavien och England, och hans personliga vendetta med kung Erik Blodyx. Det finns också målande beskrivningar om andra slagsmål, om vänskap, hans relation med sin familj (där svartsjuka är ett typiskt inslag, liksom kärleken till den äldre brodern Þórólfr), hans ålderdom, och om vad som händer med hans egen son Þorsteinn (som döptes när kristendomen kom till Island), och Þorsteinns barn, som i sin tur hade många barn. Sagan slutar omkring år 1000 e.Kr.
Sagan följer Egil genom de olika stadierna i hans liv, varav de flesta är kantade av strid. Egil berättar nästan sin egen livshistoria med täta inslag av poesi. Innan Egil dog påstås han ha dolt sin silverskatt nära Mosfellsbær, vilket ger upphov till legenden om silfur Egils ("Egils Silver").
Egils karaktär är dubbelbottnad. Den avspeglar hans familjs skiftande kvaliteter, där männen antingen är fula eller förbluffande vackra, och där männen plötsligt kan bli galna, våldsamma och grymma, men vid andra tillfällen kan vara behärskade och kloka. Familjen ger inte efter för kungars vilja, men står inte heller i medvetet uppror mot dessa. Egils karaktär speglas också i sagans berättarstil. Berättelsen är mycket dubbelbottnad, och befolkas av personer med liknande eller identiska namn. Där berättas också olika varianter av mycket liknande historier. De två ståtliga männen med namnet Þórólfr dör heroiskt, samtidigt som deras bröder Skallagrímr och Egil båda dör i hög ålder efter att illvilligt ha grävt ner sin förmögenhet i vildmarken. Ättlingarna till Kveldúlfr finner sig inblandade i två komplicerade arvfejder, där de en gång avslår anspråk på oäkta barn i ett äktenskap, men vid ett annat tillfälle hävdar rättigheter till land genom ett annat oäkta barn.

## Uppgifter om samer och kväner
Egilssagan innehåller en del uppgifter av intresse för Nordkalottens historia. Þórólfr Kvällulvsson, som bodde på gården Torgar (nuvarande Brønnøy kommun), uppges ha varit norske kungens förtroendeman i Hålogaland. Därmed hade han ensamrätt på att ta upp skatt från samerna och bedriva handel med dem. Detta utfördes under så kallade finnfärder (finn är det gamla norska ordet för same). Enligt sagan drog Þórólfr iväg till Finnmarken om vintern tillsammans med ett hundratal beväpnade män och utförde sitt uppdrag både med hot om våld och med löften om fredlig handel. Vid en av dessa finnfärder fortsatte han långt österut och fick då träffa kväner som sänts ut av kung Faravid av Kvänland för att be Þórólfr om hjälp för att slå tillbaka karelarna. Þórólfr slöt förbund med Faravid och bistod honom två gånger. Första gången kämpade hans män mot karelarna på fjället, andra gången i karelarnas egna bygder.

## Tillkomst
Sagan är troligen nedtecknad under åren 1220–30 och har föreslagit vara författad av Snorre Sturlasson. Det tillskrivna författarskapet är dock inte allmänt accepterat. Det har påpekats att skildringen av Harald Hårfager är avsevärt mer negativ än i Snorres andra verk. Det finns även en hel del skillnader mellan namnuppgifter på Haralds och Eirik Blodyxs söner i sagan jämfört med de som uppges i Heimskringla. Sagan finns bevarad i Möðruvallabók och även i andra handskrifter. Den trycktes först i Hrappsey år 1782.

## Översättningar till svenska
- Egil Skalle-Grimssons saga från fornisländska af A.U. Bååth. Isländska sagor i svensk bearbetning. Stockholm. 1883. Libris 1797210. https://runeberg.org/bauegil/
- Egil Skallagrimssons saga.  Övers. från isländskan av Per Wieselgren. Stockholm: Bonnier. 1930. Libris 1329167
- Egil Skallagrimssons saga. Förkortad översättning av Erik Noreen. Gleerups klassikerbibliotek, 99-1273374-6 ; 3. Lund: Gleerup. 1933. Libris 579101
- Isländska sagor. [Bd 3], Egil Skallagrimssons saga. Gunnlaug Ormstungas saga. Stockholm: Bonniers. 1938. Libris 9599362 - Översättning: Hjalmar Alving.
- De isländska sagorna. [Band 1], Egil Skallagrimssons saga.. Steinviks förlag. 1962 - Översättning: Åke Ohlmarks.
- Egil Skallagrimssons saga.  Översättning och förord: Karl G. Johansson. Atlantis väljer ur världslitteraturen, 99-0162253-0. Stockholm: Atlantis. 1992. Libris 7644214. ISBN 91-7486-017-8